# Marketing trực tiếp
Marketing trực tiếp (tiếng Anh: Direct marketing), theo định nghĩa của Hiệp hội Marketing Hoa Kỳ, là hệ thống tương tác của marketing, có sử dụng một hay nhiều phương tiện quảng cáo, để tác động đến một phản ứng đáp lại đo lường được ở bất cứ mọi nơi.

## Đặc điểm
Có hai cách nét đặc trưng chính để phân biệt Marketing trực tiếp với các loại hình marketing khác. Đầu tiên là nó nỗ lực để gửi thông điệp trực tiếp đến với người tiêu dùng mà không sử dụng đến các phương tiện truyền thông phi trực tiếp. Nó sử dụng hình thức truyền thông thương mại (thư trực tiếp, email, chào hàng qua điện thoại,..) với khách hàng hay doanh nghiệp. Đặc điểm thứ hai là nhấn mạnh vào những phản hồi mang tính tích cực có thể theo dõi và đo lường được từ khách hàng.